# 나도밤나무
나도밤나무(Meliosma myriantha)는 한국·일본 등지에 분포하는 낙엽 활엽교목으로 산골짜기에서 자란다. 잎은 어긋나고 얇으며 길이가 10-25cm로서 타원형 또는 타원상 거꿀달걀형 또는 도란상 장타원형이며 가장자리에 예리한 톱니가 있다. 꽃은 원추꽃차례로서 6월에 흰색으로 피며 꽃이 잘고 엉성한 털이 있다. 꽃잎은 5-6개인데 그 중에 3개는 둥글고 나머지 2-3개는 선형이다. 열매는 핵과(核果)로서 둥글며 9-10월에 적색으로 익는다.